# Arte popular

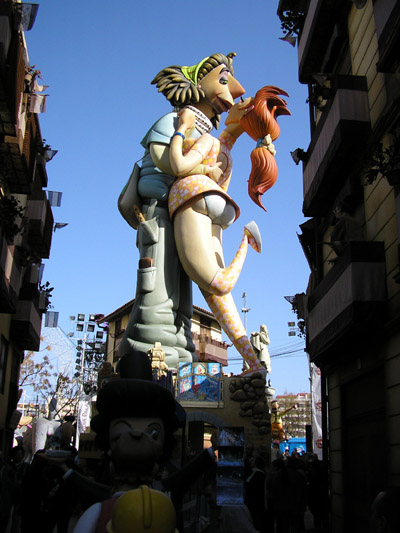
Fallas de Valencia (Na Jordana, 2005).

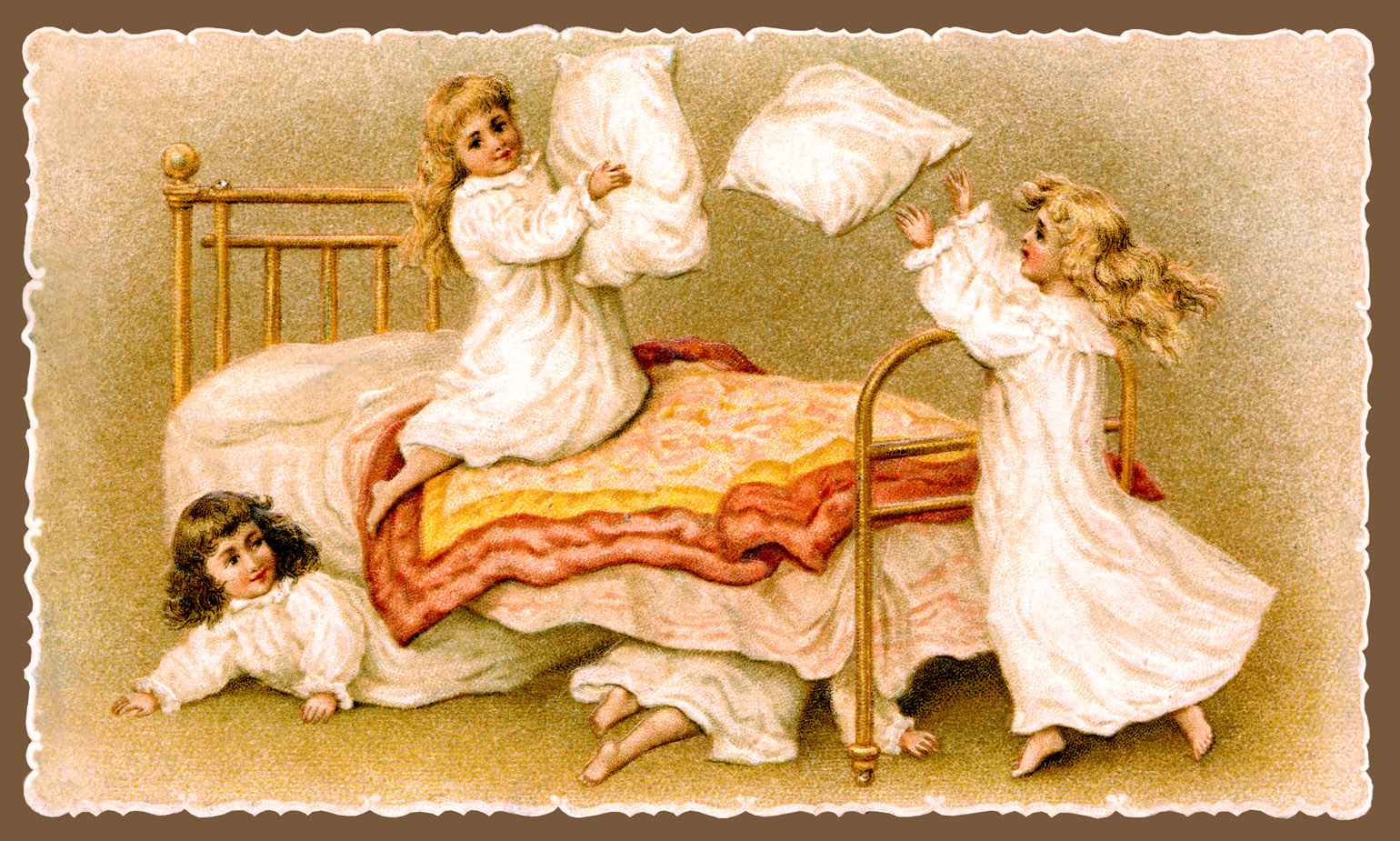
Postal austríaca de 1901.

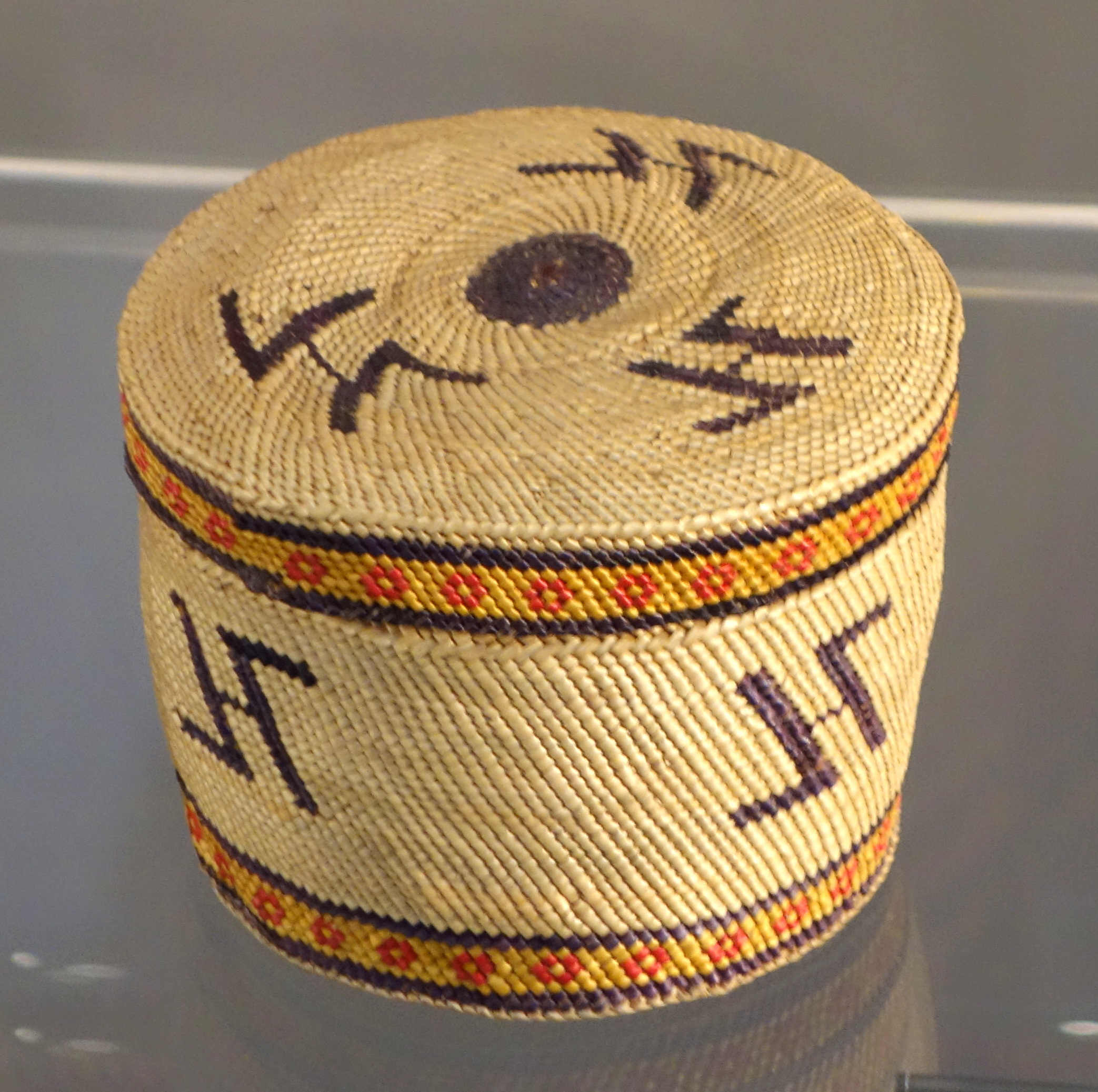
Cesta propia de la artesanía de los makah (Noroeste de Estados Unidos), finales del o comienzos del XX.

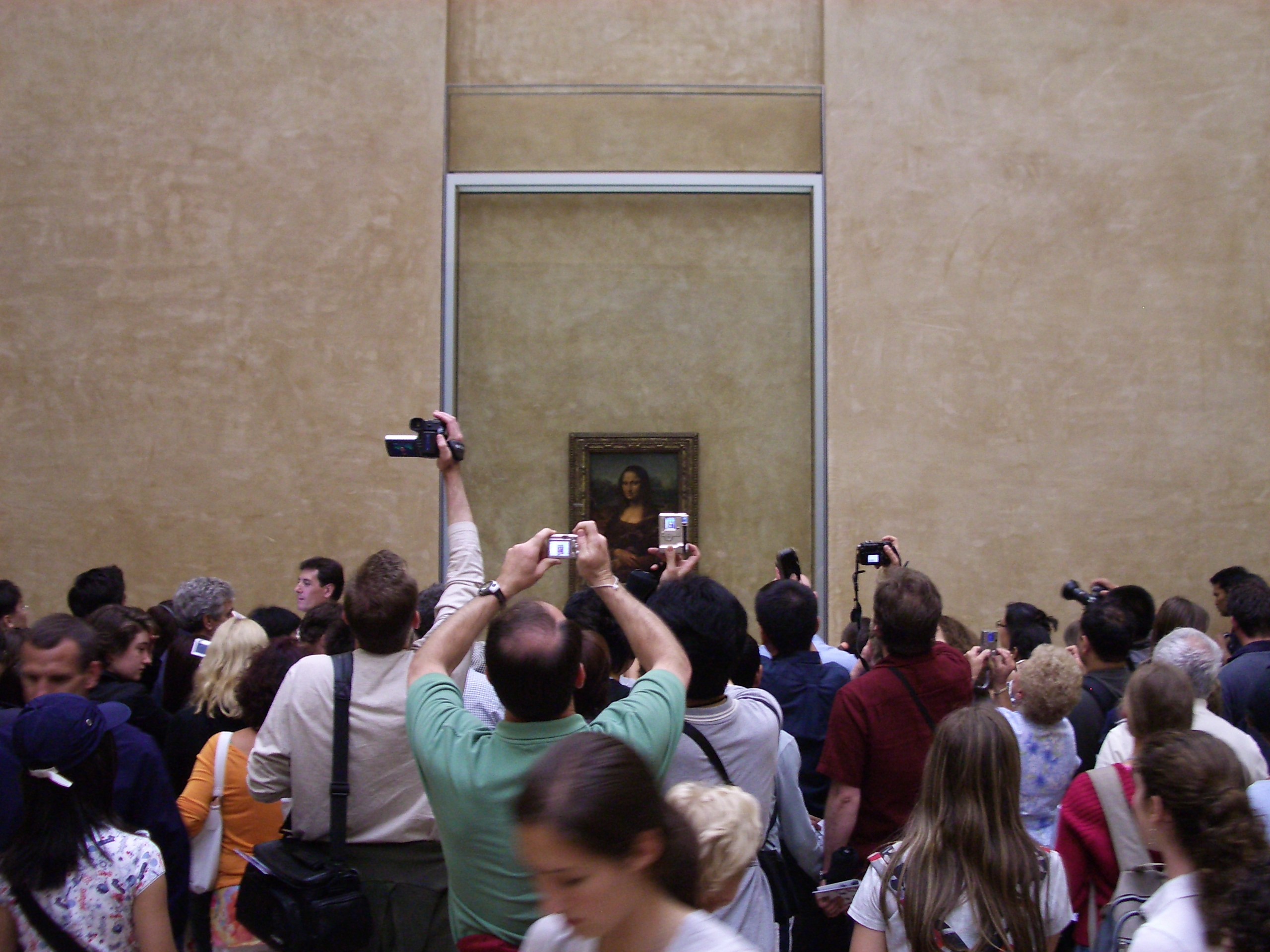
La Gioconda en 2005.

El arte popular es un concepto que hace referencia al arte perteneciente o relativo al pueblo, tanto como artista como como público del mismo. Es utilizado con distintos criterios (estético, social, político, ideológico, etc.) en campos como el mercado de arte y la historiografía del arte, la estética, la teoría del arte y la sociología del arte.Tradicionalmente se ha opuesto al concepto de arte elitista.[cita requerida]

## Interpretaciones del término
En la interpretación materialista de la historia del arte (Arnold Hauser) el arte de las clases dirigentes, prestigioso, es objeto de imitación y se difunde de arriba hacia abajo por la sociedad con mayor o menor fidelidad al modelo y mayores o menores adiciones de elementos «populares» originales; así ocurriría también del centro a la periferia con elementos «locales» o «indígenas» (el polémico concepto de «arte provincial» —arte provincial romano—).
En la sociedad contemporánea, el arte popularizado o «arte mayoritario» se define por oposición al «arte minoritario» como el arte de fácil comprensión (incluso de «fácil digestión»), que no exige una compleja decodificación. El «arte de éxito», «de gran público» o «de gran audiencia», «arte comercial» (los best seller o «literatura popular», la «música comercial» o «música popular» frente a la denominada «música culta») o «arte comercializado» por el mercado de arte (el mainstream frente al que se rebela el denominado «arte independiente» —muy a menudo para ser a su vez asimilado, como ocurre con la etiqueta indie—), es el propio de la sociedad de consumo de masas (arte de masas, cultura de masas, arte de consumo), y se expresa en la reproducción industrializada de objetos artísticos y su difusión por los medios de comunicación de masas.
Esa particular forma de entender el concepto de arte popular fue de muy opuesta valoración por distintos movimientos artísticos del arte contemporáneo: criticada amargamente por John Ruskin y William Morris (en la Inglaterra de mediados del siglo XIX, convertida en «el taller del mundo») y asumida conscientemente por el pop art de Andy Warhol (en Estados Unidos, la superpotencia de la segunda mitad del siglo XX). Más que un valor artístico, las producciones de este «arte popular» eran y son calificados de «subcultura», como un «antivalor», «antiarte», «pseudovalor» o «pseudoarte».
Su relación con las clases populares no es mayor que la que tiene con las clases medias o burguesía; y también es muy frecuente denominarlo «arte burgués» o «arte pequeñoburgués» (más propiamente se identifica con los valores de la pequeña burguesía). Entre sus etiquetas más utilizadas están los conceptos kitsch, biedermeier, middlebrow y el par opuesto masscult/midcult,
Por otro lado, «arte popular» es el arte tradicional con valor etnográfico que el Romanticismo identifica con «el pueblo» y que se supone producido anónimamente por él; es decir, el folklore o volkskunde (conceptos de origen inglés y alemán, respectivamente) en sus manifestaciones artísticas: la arquitectura popular, la lírica popular y la música popular (entendida como «música tradicional» o folk music, no como pop music —un «arte por el pueblo» y no un «arte para el pueblo» o «arte popularizado» o «masificado»—). Más recientemente, ha sido reivindicado por el indigenismo. Igualmente con una visión política, «arte popular» es el arte implicado o comprometido social o políticamente con «causas populares» o «la causa popular»; que, aunque no sea producido anónimamente por el pueblo, lo ha sido por un «intelectual orgánico» que ha actuado como su vehículo de expresión (conceptos propios del materialismo marxista —Gramsci—). Desde perspectivas ideológicamente opuestas, el recurso al realismo en el arte frente a las vanguardias fue la opción estética tanto del arte nazi como del realismo socialista.